# スペクトル集合
数学の作用素論の分野において、ある集合 {\displaystyle X\subseteq \mathbb {C} } があるバナッハ空間上の（非有界でもよい）線型作用素 {\displaystyle T} に対するスペクトル集合（スペクトルしゅうごう、英: spectral set）であるとは、その作用素 {\displaystyle T} のスペクトルが {\displaystyle X} に含まれ、{\displaystyle X} 上で {\displaystyle T} についてのフォン・ノイマンの不等式が成立することを言う。すなわち、{\displaystyle X} 上に極を持たないすべての有理関数 {\displaystyle r(x)} に対して
{\displaystyle \left\Vert r(T)\right\Vert \leq \left\Vert r\right\Vert _{X}=\sup \left\{\left\vert r(x)\right\vert :x\in X\right\}}
が成立することを言う。この概念は、作用素の解析的汎関数計算の内容と関連している。一般に、関数から構成される作用素で、元の作用素を変数として持つようなものの詳細に興味を持たれる場合が多い。